# Heraclia inconguens
Heraclia inconguens là một loài bướm đêm trong họ Noctuidae.